# Kouterwijk
De Kouterwijk is een woonwijk in de gemeente Sint-Amands (provincie Antwerpen, België).

## Geschiedenis van de wijk
In het dorpje van Emile Verhaeren leefde de bevolking vroeger van artisanale nijverheid en landbouw. In de gemeente waren reeds enkele huidevetterijen gevestigd. In 1896 werd een leerlooierij, de N.V. Tannerie et Corroierie opgericht en in 1906 kreeg de Société Anonime Pour Favoriser l'Industrie Agricole (SAPFIA) de toelating om, binnen de gemeente een vestiging op te richten. Beide fabrieken vestigden zich op de Koutervelden, landbouwgronden gelegen vlak bij de dorpskern.
In 1965 werd alle bedrijvigheid op de koutervelden gestaakt en in 1966 werden de oude industrieterreinen van de leerlooierij en de meststoffenfabriek verkocht. De nieuwe eigenaar wilde de gronden verkavelen. 
Het gemeentebestuur liet een onderzoek uitvoeren naar de haalbaarheid van het inplanten van een woonwijk op de terreinen van de koutervelden. In het rapport werd vermeld dat deze gronden het best konden gebruikt worden voor kleine, niet vervuilende bedrijfjes, doch dat het inrichten van een woonwijk beperkt mogelijk was mits zware investeringen.
De gemeente Sint-Amands heeft een landelijk karakter en Antwerpen en Brussel zijn gemakkelijk te bereiken. Het gemeentebestuur besliste om de woongelegenheid binnen de gemeente uit te breiden en de koutervelden, die aansluiten aan de dorpskern, waren een ideale plaats. In 1968 werd een verkavelingvergunning afgeleverd aan de eigenaar van de gronden.
Een voorwaarde tot het toekennen van de verkavelingvergunning was dat de eigenaar de gronden  bouwrijp moest maken. Dit wil zeggen dat hij alle constructies, zowel boven- als ondergronds diende te verwijderen. Nadat de straten en alle nutsvoorzieningen waren aangelegd werden de percelen een voor een verkocht.
Ook de gemeente kocht een deel van de gronden. In 1980 werd hierop een sporthal gebouwd en werden sport- en speelvelden aangelegd.
De oude industrieterreinen werden een nieuwe woonwijk die de naam Kouterwijk kreeg.
Op 3 september 1998 kwam deze Kouterwijk in het nieuws. De kranten omschreven de wijk als gifwijk. De bewoners vernamen toen dat de Openbare Vlaamse Afvalstoffen Maatschappij (OVAM), in uitvoering van het bodemsaneringsdecreet van 1995, een onderzoek had ingesteld naar mogelijke verontreiniging binnen de woonwijk.
Het industriële verleden en het bouwrijp maken van de terreinen hadden hun sporen nagelaten. In december 1998 werd duidelijk dat de wijk zwaar vervuild was met zware metalen en polycyclische aromatische koolwaterstoffen (PAK’s). De verontreiniging was een gevaar voor de volksgezondheid en een sanering van de bodem en het grondwater werd een absolute noodzaak.
Alle stappen van het bodemsaneringsdecreet werden uitgevoerd en de eigenlijke sanering van de bodem ging van start in het voorjaar van 2004. Eind 2005 werd dit gedeelte van de sanering van de wijk afgerond.  De tuinen van de Kouterwijk liggen er weer als nieuw bij.

## Geschiedenis van de meststoffenfabriek
In 1906 vestigde de Société Anonime Pour Favoriser l'Industrie Agricole (SAPFIA) zich op de koutervelden.
De "Kouterfabriek", zoals de fabriek werd genoemd, produceerde twee stoffen. In de eerste plaats werd er uit pyriet, een ijzererts en zwavelzuur vervaardigd. Deze arbeid gebeurde het hele jaar door en veroorzaakte de ontsnapping van tamelijk veel nitreuze dampen. Uit de schouw kwam een gele, prikkelende rook. Het overschot van het ijzererts dat men "résidu" noemde, werd verscheept naar het Ruhrgebied om er ijzer uit te trekken.
Uit Marokko werd ook fosfaat ingevoerd en tijdens de winter werden, met zwavelzuur en fosfaat, superfosfaten vervaardigd. Superfosfaat kon verkregen worden in verschillende concentraties. In Sint-Amands werd superfosfaat, een meststof speciaal voor de aardappelen, geproduceerd.
Het vrachtvervoer van en naar de kouterfabriek gebeurde doorgaans per schip. Aan de Schelde werd door de fabriek, in 1908, een aanlegsteiger gebouwd. Deze aanlegsteiger was met de fabriek verbonden door een kabelspoor. Aan dit kabelspoor hingen wagentjes. Om het kabelspoor in beweging te brengen werden de wagentjes aangeduwd door een losploeg in de fabriek en een losploeg aan de steiger. Wanneer in de winter de Schelde door het ijs moeilijk bevaarbaar was, deed men beroep op het treinverkeer. De kouterfabriek gelegen aan de spoorlijn Antwerpen-Dendermonde. Een aftakking van de spoorlijn liep rechtstreeks naar de fabriek. Het vervaardigen van de superfosfaten trok heel wat werkvolk naar de kouterfabriek. In de winter werkten er soms tot driehonderd arbeiders in de fabriek.
Tijdens de Tweede Wereldoorlog lag de productie stil en werd er in de fabriek voor de Duitse bezetter gewerkt. Na de bevrijding werd de fabriek als voedseldepot voor het Britse leger gebruikt. 
De fabriek werd, in 1948, onder sekwester geplaatst. De oorzaak hiervan was, dat er vermoedens waren dat, op een of andere manier, Duits kapitaal werd geïnvesteerd in de fabriek. Het gevolg hiervan was dat besloten werd over te gaan tot verkoop van de fabriek.
In 1959 werd de fabriek verkocht en in 1960 veranderde de firmanaam. Vanaf dat moment stond dit bedrijf bekend als de SAPHIA-fabriek. In 1965 sloot de fabriek definitief haar deuren.
Deze industriële bedrijvigheid was een goede zaak voor de werkgelegenheid van Sint-Amands en de omliggende gemeenten. Toch waren er ook heel wat negatieve kanten.
Bij de productie van zwavelzuur ontsnapten een aantal zuurhoudende restgassen, die een gele, prikkelende rook veroorzaakten.
Reeds in 1933 stelde de gemeente een onderzoek van gemak en ongemak in. Dit om de uitbatingverlening van de S.A. Pour Favoriser l'Industrie Agricole te kunnen uitvaardigen. Op het gemeentehuis regende het klachten. De zure restgassen brachten schade toe aan de gezondheid van mensen en dieren en aan de huizen en tuinen in de wijde buurt van de fabriek. De leerlooierij klaagde er over dat ze haar zinken goten en ijzeren dakwerk moest herstellen. Tevens kon er geen lakleder geproduceerd worden omdat zo'n leder in de open lucht moest drogen, wat onmogelijk was door de zuurhoudende restgassen die ontsnapten uit de schouw van de meststoffenfabriek. 
De meststoffenfabriek beweerde, in haar antwoord op deze klachten, dat zij een onderzoek had ingesteld. Nagegaan zou worden op welke manier het stikstofgehalte in de reststoffen kon verminderd worden. Tevens zouden nieuwe installaties geplaatst worden. Een vergelijk werd gemaakt met andere Europese landen, zoals Duitsland en Engeland, waar de toegestane hoeveelheid zuur in restgassen evenwaardig was. 
De bestendige Deputatie van de Provincie Antwerpen verleende, op 21 december 1933, een uitbatingtoelating. Met strenge uitbatingvoorwaarden kon de fabriek haar activiteit, voor een duur van 30 jaar, verder zetten. 
Na de oorlog waren er weer klachten. Het schoolhoofd van de jongensschool meldde dat, wanneer de wind uit het zuiden kwam, ramen niet konden geopend worden. De prikkelende rook veroorzaakte hoestbuien, hoofd- en keelpijn. Ook de Commissie van Openbare Onderstand, die in de omgeving van de fabriek een ouderlingentehuis bezat, had klachten. Nieuwe uitbatingsvoorwaarden werden aan de fabriek opgelegd.
Toen in 1951 een discussie op gang kwam over de hoogte van de schouw (50 meter in plaats van 25 meter hoogte)  betekende dit het einde van de fabriekactiviteiten.
In 1965 vroeg de SAPHIA een concordaat aan en in 1966 ging de fabriek failliet.